# Sabulodes argyra
Sabulodes argyra är en fjärilsart som beskrevs av Druce 1891. Sabulodes argyra ingår i släktet Sabulodes och familjen mätare. Inga underarter finns listade.